# شهرستان وانگ‌کوی
شهرستان وانگ‌کوی (به چینی: 望奎县) یک شهرستان در استان هئی‌لونگ‌جیانگ چین است که در تابعیت شهر سوی‌هوا قرار دارد.
منطقهٔ شهری اصلی وانگ‌کوی (شهرک وانگ‌کوی) در فاصله‌ای حدود ۴۵ کیلومتری شمال‌غرب مرکز «شهر در سطح ولایت» سوی‌هوا، منطقه بئی‌لین دارد. آزادراه استانی S18 و شاهراه ملی G203 این دو نقطه را به هم متصل می‌کند. هر دوی این راه‌ها به غرب امتداد یافته و به آن‌دا و داچینگ متصل می‌شود.

## تقسیمات اداری
شهرستان وانگ‌کوی به ۹ شهرک، ۱ شهرک قومیتی (برای منچوها)، ۳ قصبه، و ۲ قصبه قومیتی (برای منچوها) تابعه تقسیم شده است. چهار «میدان» هم‌سطح قصبه نیز تابع این شهرستان می‌باشند، مانند نواحی اداری مزارع و مراتع.
- شهرک تونگ‌جیانگ (通江镇، Tōngjiāng zhèn)
- شهرک دنگ‌تا (灯塔镇، Dēngtǎ zhèn)
- شهرک دونگ‌جیاو (东郊镇، Dōngjiāo zhèn)
- شهرک شیان‌فنگ (先锋镇، Xiānfēng zhèn)
- شهرک لیان‌هوا (莲花镇، Liánhuā zhèn)
- شهرک وانگ‌کوی (望奎镇، Wàngkuí zhèn)
- شهرک وئی‌شینگ (卫星镇، Wèixīng zhèn)
- شهرک های‌فنگ (海丰镇، Hǎifēng zhèn)
- شهرک هووجیان (火箭镇، Huǒjiàn zhèn)

- ‌ شهرک قومیتی منچو هوی‌چی
  - (惠七满族镇، Huìqī mǎnzú zhèn)
  - (ᡥᡠᡳ ᠴᡳ ᠮᠠᠨᠵᡠ ᡠᡴᠰᡠᡵᠠ ᠵᡝᠨ، hui ci manju uksura jen)

- قصبه دونگ‌شنگ (东升乡، Dōngshēng xiāng)
- قصبه گونگ‌لیو (恭六乡، Gōngliù xiāng)
- قصبه هووسان (后三乡، Hòusān xiāng)

- ‌ قصبه قومیتی منچو شیانگ‌بای/هتوشانیان
  - (厢白满族乡، Xiāngbái mǎnzú xiāng)
  - (ᡥᡝᡨᡠ ᡧᠠᠨᠶᠠᠨ ᠮᠠᠨᠵᡠ ᡠᡴᠰᡠᡵᠠ ᡤᠠᡧᠠᠨ، hetu šanyan manju uksura gašan)
- ‌ قصبه قومیتی منچو لینگ‌شان
  - (灵山满族乡، Língshān mǎnzú xiāng)
  - (ᠯᡳᠩ ᡧᠠᠨ ᠮᠠᠨᠵᡠ ᡠᡴᠰᡠᡵᠠ ᡤᠠᡧᠠᠨ، ling šan manju uksura gašan)

- میدان بذرکاری ۱ام  (第一良种场، Dì yī liángzhǒngchǎng)
- میدان بذرکاری ۲ام (第二良种场، Dì èr liángzhǒngchǎng)
- میدان جنگل‌داری بای‌سی (白四林场، Báisì línchǎng)
- میدان زادآوری دام شهرستان وانگ‌کوی (望奎县种畜场، Wàngkuí xiàn zhǒngchùchǎng)